# Битонь (гміна)
Гміна Битонь (пол. Gmina Bytoń) — сільська гміна у північній Польщі. Належить до Радзейовського повіту Куявсько-Поморського воєводства.
Станом на 31 грудня 2011 у гміні проживало 3646 осіб.

## Площа
Згідно з даними за 2007 рік площа гміни становила 73.35 км², у тому числі:
- орні землі: 80.00%
- ліси: 6.00%

Таким чином, площа гміни становить 12.08% площі повіту.

## Населення
Станом на 31 грудня 2011:
| Опис     | Загалом | Загалом | Чоловіки | Чоловіки | Жінки | Жінки |
| -------- | ------- | ------- | -------- | -------- | ----- | ----- |
| одиниця  | осіб    | %       | осіб     | %        | осіб  | %     |
| все      | 3646    | 100     | 1832     | 50.25    | 1814  | 49.75 |
| міське   | 0       | 100     | 0        |          | 0     |       |
| сільське | 3646    | 100     | 1832     | 50.25    | 1814  | 49.75 |

## Сусідні гміни
Гміна Битонь межує з такими гмінами: Осенцини, Пйотркув-Куявський, Радзеюв, Топулька.